# Parananochromis longirostris
Parananochromis longirostris es una especie de peces de la familia Cichlidae en el orden de los Perciformes.

## Morfología
Los machos pueden llegar alcanzar los 11,5 cm de longitud total.

## Distribución geográfica
Se encuentran en África: suroeste del Camerún, norte del Gabón y Río Muni (Guinea Ecuatorial ).